# Daniel F. Steck

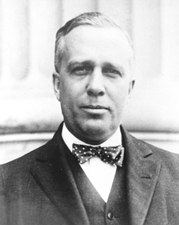
Daniel F. Steck

Daniel Frederic Steck (* 16. Dezember 1881 in Ottumwa, Wapello County, Iowa; † 31. Dezember 1950 ebenda) war ein US-amerikanischer Politiker. Zwischen 1926 und 1931 vertrat er den Bundesstaat  Iowa im US-Senat.

## Werdegang
Daniel Steck besuchte die öffentlichen Schulen seiner Heimat. Nach einem anschließenden Jurastudium an der University of Iowa und seiner im Jahr 1906  erfolgten Zulassung als Rechtsanwalt begann er in Ottumwa in seinem neuen Beruf zu arbeiten. Zwischenzeitlich war er auch vier Jahre lang Bezirksstaatsanwalt im Wapello County. Während des Ersten Weltkriegs war er als Hauptmann der Nationalgarde von Iowa in Frankreich eingesetzt. Danach praktizierte er wieder als Rechtsanwalt in seiner Heimat. Er war auch Mitglied der Veteranenorganisation American Legion und nahm auf deren Staatsebene führende Positionen in Iowa ein. Er war auch ein Gegner des Ku-Klux-Klans.   
Politisch schloss sich Daniel Steck der Demokratischen Partei an. Im Jahr 1924 kandidierte er für seine Partei für den US-Senat. Dabei war der Amtsinhaber Smith W. Brookhart von der Republikanischen Partei sein Gegenkandidat. Am Wahlabend wurde Brookhart mit einem knappen Vorsprung zum Sieger der Wahl erklärt. Am 3. März 1925 wurde dieser für die nächste Amtszeit als US-Senator vereidigt. Steck legte aber gegen den Wahlausgang Widerspruch ein. Nachdem diesem stattgegeben wurde, konnte er am 12. April 1926 Brookhart als Class-2-Kategorie Senator aus dem Kongress verdrängen. Dieser wurde aber schon bei der nächsten Wahl für das zweite Senatsmandat von Iowa (Class 3) erneut in dieses Gremium gewählt. Steck konnte sein Mandat bis zum regulären Ende seiner Amtszeit am 3. März 1931 ausüben. Er war für die Zeit zwischen dem Amerikanischen Bürgerkrieg und der Weltwirtschaftskrise der einzige demokratische US-Senator aus Iowa.  Im Jahr 1930 unterlag er bei den Wahlen gegen Lester J. Dickinson. Anschließend praktizierte er wieder als privater Rechtsanwalt. Zwischen 1933 und 1947 arbeitete er als Special Assistant für das Bundesjustizministerium. Dann zog er sich in den Ruhestand zurück. Daniel Steck starb am 31. Dezember 1950 in seinem Heimatort Ottumwa.